# Kalundborg (općina)
Kalundborg je općina u danskoj regiji Zeland.

## Zemljopis
Općina se nalazi u zapadnom dijelu otoka Zelanda, prositire se na 604 km2.

## Stanovništvo
Prema podacima o broju stanovnika iz 2010. godine općina je imala 49.265 stanovnika, dok je prosječna gustoća naseljenosti 81,56 stan/km2. Središte općine je grad Kalundborg.

### Veća naselja
| Veća naselja u općini |                |                    |
| Br.                   | Naselje        | Stanovnika (2010.) |
| 1                     | Kalundborg     | 16.447             |
| 2                     | Høng           | 4.383              |
| 3                     | Gørlev         | 2.469              |
| 4                     | Svebølle       | 2.230              |
| 5                     | Ubby           | 1.965              |
| 6                     | Havnsø         | 976                |
| 7                     | Snertinge      | 970                |
| 8                     | Rørby          | 800                |
| 9                     | Spangsbro      | 785                |
| 10                    | Kirke Helsinge | 550                |

## Vanjske poveznice
- Službena stranica općine